# Alexandre Bichi
Alexandre Bichi (francisation de Alessandro Bichi ) (30 septembre 1596, Sienne – 25 mai 1657, Rome), évêque de Carpentras et cardinal italien du XVIIe siècle.

## Biographie
Alexandre Bichi était un parent du pape Alexandre VII et le neveu du cardinal Metello Bichi.
Il est nommé évêque d'Isola en 1628. D'après Jean Julg, il est envoyé en France en 1630 comme nonce apostolique pour éviter l'alliance entre Richelieu et le roi de Suède Gustave Adolphe ; il est nommé à cette occasion à l'évêché de Carpentras. Il y fait construire le palais épiscopal, en 1640.  Mais Carpentras étant un siège peu lucratif, il reçoit également d'autres bénéfices, dont les commendes des abbayes de Saint-Pierre de Montmajour, près d'Arles, et de Saint-Pierre de Châlons-sur-Marne. Nommé cardinal en 1634, il meurt à Rome en 1657.
Il a joué un rôle politique important, a fait de fréquents séjours à Paris et était proche de la Cour. 
Jules Mazarin reçoit la tonsure le 18 juin 1632, de la main du nonce Bichi (qui deviendra son ami), à Sainte-Menehould où ce dernier allait prendre possession d'une abbaye que Louis XIII lui avait donnée.

## Succession apostolique
Alexandre Bichi a ordonné les évêques suivants :
- Évêque Jean de Sponde (1634)
- Évêque Cristoforo Tolomei (it) (1637)
- Évêque Giovanni Spennazzi (en) (1637)
- Évêque Francesco Romolo Mileti (1640)
- Archevêque Annibale Bentivoglio (en) (1645)